# Vert-en-Drouais
Vert-en-Drouais ist eine französische Gemeinde mit 1.119 Einwohnern (Stand: 1. Januar 2022) im Département Eure-et-Loir in der Region Centre-Val de Loire; sie gehört zum Arrondissement Dreux und zum Kanton Dreux-1. Die Einwohner werden Verdurocassiens genannt.

## Geographie
Vert-en-Drouais liegt etwa sechs Kilometer westnordwestlich des Stadtzentrums von Dreux. Der Fluss Avre begrenzt die Gemeinde im Norden. Umgeben wird Vert-en-Drouais von den Nachbargemeinden Mesnil-sur-l’Estrée im Norden, Muzy im Nordosten, Dreux im Osten, Vernouillet im Südosten, Allainville und Louvilliers-en-Drouais im Süden, Saint-Rémy-sur-Avre im Westen sowie Saint-Germain-sur-Avre im Nordwesten.
Durch die Gemeinde führt die Route nationale 12.

## Bevölkerungsentwicklung
| Jahr                       | 1962 | 1968 | 1975 | 1982 | 1990 | 1999 | 2006 | 2013 | 2020 |
| Einwohner                  | 489  | 466  | 620  | 720  | 1034 | 1039 | 1049 | 1177 | 1097 |
| Quellen: Cassini und INSEE |      |      |      |      |      |      |      |      |      |

## Sehenswürdigkeiten
- Dolmen
- Reste eines alten gallorömischen Oppidums
- Kirche Saint-Pierre aus dem 13. Jahrhundert

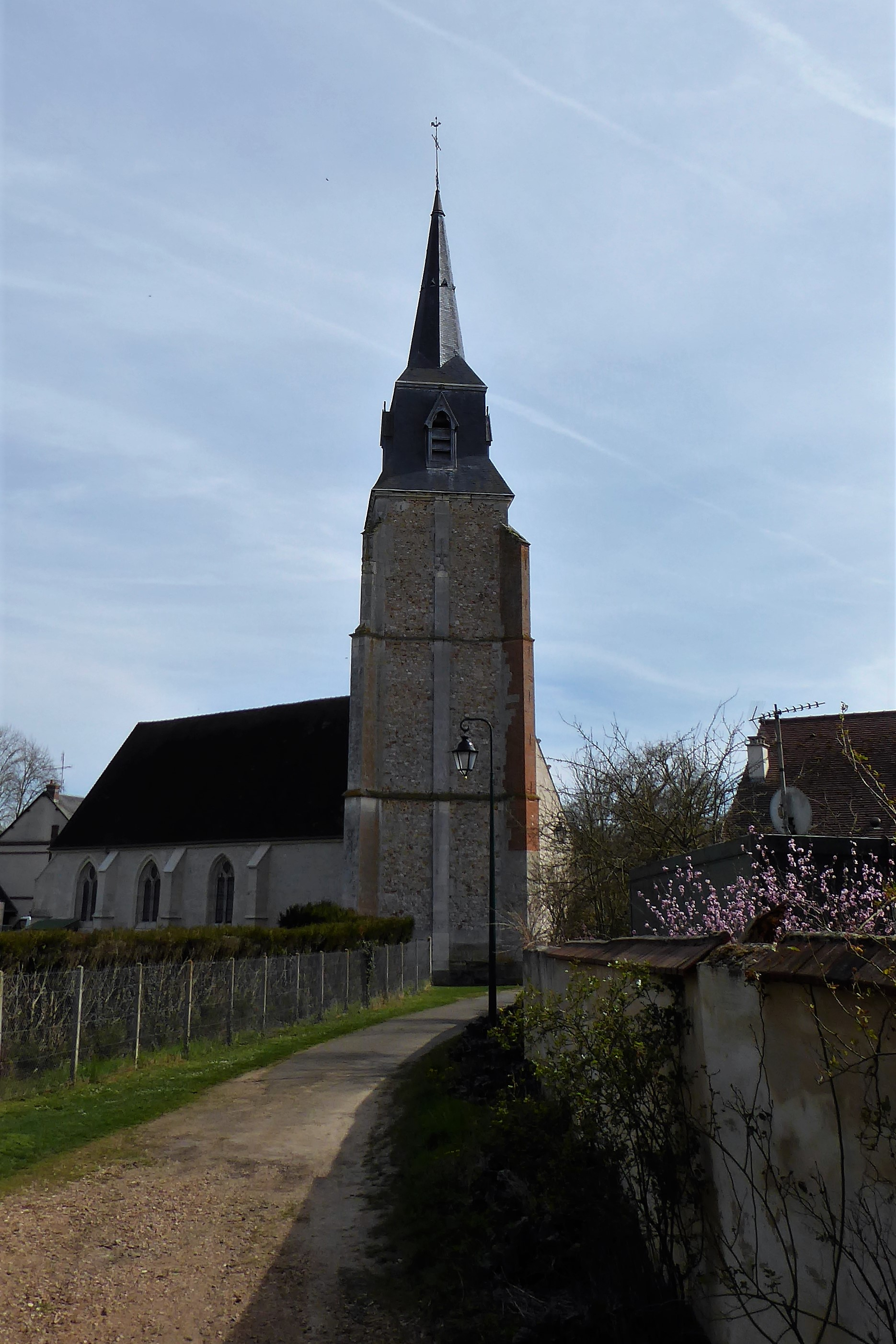
Kirche Saint-Pierre